# Chensan (sockenhuvudort i Kina, Hebei Sheng, lat 36,74, long 115,13)
Chensan (kinesiska: 陈三, 陈村, 陈村回族乡) är en sockenhuvudort i Kina. Den ligger i provinsen Hebei, i den norra delen av landet, omkring 370 kilometer söder om huvudstaden Peking. Antalet invånare är 6 227. Befolkningen består av 3 071 kvinnor och 3 156 män. Barn under 15 år utgör 25,0 %, vuxna 15-64 år 67 %, och äldre över 65 år 7,0 %.
Runt Chensan är det tätbefolkat, med 636 invånare per kvadratkilometer. Närmaste större samhälle är Xinmatou, 9,6 km norr om Chensan. Trakten runt Chensan består till största delen av jordbruksmark.
Genomsnittlig årsnederbörd är 618 millimeter. Den regnigaste månaden är juli, med i genomsnitt 214 mm nederbörd, och den torraste är januari, med 4 mm nederbörd.